# نوگتننا
نوگتننا (انگلیسی: Nugetenna) یک روستا در کشور سری‌لانکا است.